# Worms Blast
Worms Blast est un jeu vidéo d'action et de puzzle appartenant à la série Worms. Il se joue en temps réel, en mode écran splité, et son univers est réalisé partiellement en 2 dimensions, partiellement en 3 dimensions bien que l'action ne se déroule que sur deux dimensions. Il est édité par Team17.
Worms Blast est radicalement différent comparé aux précédents opus. En effet, il n'a de Worms que le nom : si certains personnages sont des vers, le principe de jeu n'a rien à voir.

## Système de jeu
Worms Blast met en scène un principe relativement simple. Des ensembles de blocs hexagonaux de différentes couleurs tombent peu à peu du ciel, de plus en plus vite, et le joueur, pour ne pas être écrasé, doit manipuler son personnage qui se trouve au-dessous dans une embarcation. Il peut ainsi éviter les blocs mais surtout tirer au bazooka des obus dont les couleurs changent dans un ordre fixe. Un obus d'une couleur donnée qui arrive sur un bloc de la même couleur le détruit ainsi que tout bloc adjacent de la même couleur, provoquant ainsi une réaction en chaîne. Si les couleurs ne correspondent pas, le bloc et les blocs immédiatement adjacents au bloc touché changent de couleur et deviennent de la couleur de l'obus.
Parallèlement à ce principe, où les deux joueurs évoluent chacun de leur côté, on peut trouver dans les caisses des armes spéciales visant à nous aider ou à désavantager l'adversaire. Certaines d'entre elles permettent même de l'attaquer directement, et peuvent ainsi s'ajouter à la perte de vie causée par le contact avec les blocs pour tuer un personnage et finalement éliminer son propriétaire de la partie. En plus, le séparateur entre les deux joueurs s'ouvre régulièrement, permettant de tirer directement sur l'adversaire ou sur ses blocs (qui deviennent alors gris, c’est-à-dire que le joueur devra, pour s'en débarrasser, d'abord les changer en une couleur de son choix par un tir avant de les détruire par un tir de la même couleur).
En plus de ce mode multijoueur, il existe un mode solo ou mode missions qui permet de déverrouiller de nouveaux personnages, chacun dotés de facultés propres (meilleure vitesse de déplacement, de tir, plus de points de vie, etc.). Ce mode reprend les mêmes éléments mais les détourne afin d'obtenir d'autres principes comme un jeu de snake. Un mode défi reprend certaines missions du mode solo : l'objectif est alors d'obtenir le meilleur score possible.
De nombreux mécanismes comme les poissons ou le Blast Mode viennent enrichir ce titre, mais il n'a rencontré qu'un succès mitigé à cause de son principe de jeu qui reste très simpliste et peu riche comparé aux Worms précédents. Sa réalisation graphique composée d'éléments 3D laissait cependant déjà entrevoir le passage à la 3D initié par Worms 3D.